# Younes El Aynaoui
Younes El Aynaoui (Rabat, 12 september 1971) is een voormalig professioneel tennisser uit Marokko. Hij is 193 cm lang en weegt 86 kg. Met zijn rechtshandige spel werd hij in 1990 prof. Zijn hoogste notering op de wereldranglijst is 14e.
Belangrijkste punten uit zijn carrière:
- 1992: Bereikt kwartfinale ATP Casablanca en 2e ronde Olympische Spelen Barcelona.
- 1993: Bereikt zijn eerste ATP-finale in Casablanca.
- 1994: Won alle wedstrijden in de Davis Cup.
- 1995: Bereikt de 4e ronde op Roland Garros als qualifier.
- 1996: Bereikt ATP-finales in Doha, Jakarta en Amsterdam. Hij krijgt last van een enkelblessure.
- 1997: Raakt in februari opnieuw geblesseerd voor de rest van het seizoen.
- 1998: Bereikt ATP-finale in Santiago, wint 5 challengers, raakt weer geblesseerd aan rechterenkel.
- 1999: Pakt eerste ATP-titel in Amsterdam.
- 2000: Bereikt voor het eerste de top 25. Kwartfinale op de Australian Open en haalt ATP-finale in Bogota
- 2001: Wint ATP-toernooi van Boekarest en haalt finale in Amsterdam en Lyon.
- 2002: Wint ATP-titels in Doha, Casablanca en München. Haalt ATP-finales in Båstad en Dubai. Kwartfinale US Open.
- 2003: Kwartfinale Australian- en US Open.

## Palmares
| Legenda                       | Legenda               |
| ----------------------------- | --------------------- |
| Grand Slam                    |                       |
| Olympische Spelen             |                       |
| tot 2009                      | vanaf 2009            |
| Tennis Masters Cup            | ATP Finals            |
| ATP Masters Series            | ATP Tour Masters 1000 |
| ATP International Series Gold | ATP Tour 500          |
| ATP International Series      | ATP Tour 250          |

### Enkelspel
| Nr.                          | Datum             | Toernooi       | Ondergrond | Tegenstander           | Score                   | Details |
| ---------------------------- | ----------------- | -------------- | ---------- | ---------------------- | ----------------------- | ------- |
| gewonnen finales             |                   |                |            |                        |                         |         |
| 1.                           | 8 augustus 1999   | ATP Amsterdam  | Gravel     | Mariano Zabaleta       | 6-0, 6-3                | Details |
| 2.                           | 16 september 2001 | ATP Boekarest  | Gravel     | Albert Montañés        | 7-6(5), 7-6(2)          | Details |
| 3.                           | 6 januari 2002    | ATP Doha       | Hardcourt  | Félix Mantilla         | 4-6, 6-2, 6-2           | Details |
| 4.                           | 14 april 2002     | ATP Casablanca | Gravel     | Guillermo Cañas        | 3-6, 6-3, 6-2           | Details |
| 5.                           | 5 mei 2002        | ATP München    | Gravel     | Rainer Schüttler       | 6-4, 6-4                | Details |
| verloren finales             |                   |                |            |                        |                         |         |
| 1.                           | 21 maart 1993     | ATP Casablanca | Gravel     | Guillermo Pérez Roldán | 4-6, 3-6                | Details |
| 2.                           | 7 januari 1996    | ATP Doha       | Hardcourt  | Petr Korda             | 6-7(5), 6-2, 6-7(5)     | Details |
| 3.                           | 14 januari 1996   | ATP Jakarta    | Hardcourt  | Sjeng Schalken         | 3-6, 2-6                | Details |
| 4.                           | 4 augustus 1996   | ATP Amsterdam  | Gravel     | Francisco Clavet       | 5-7, 1-6, 1-6           | Details |
| 5.                           | 15 november 1998  | ATP Santiago   | Gravel     | Francisco Clavet       | 2-6, 4-6                | Details |
| 6.                           | 12 maart 2000     | ATP Bogota     | Gravel     | Mariano Puerta         | 4-6, 6-7(5)             | Details |
| 7.                           | 22 juli 2001      | ATP Amsterdam  | Gravel     | Àlex Corretja          | 3-6, 7-5, 6-7, 6-3, 4-6 | Details |
| 8.                           | 14 oktober 2001   | ATP Lyon       | Tapijt (i) | Ivan Ljubičić          | 3-6, 2-6                | Details |
| 9.                           | 3 maart 2002      | ATP Dubai      | Hardcourt  | Fabrice Santoro        | 4-6, 6-3, 3-6           | Details |
| 10.                          | 14 juli 2002      | ATP Bastad     | Gravel     | Carlos Moyá            | 3-6, 6-2, 5-7           | Details |
| 11.                          | 13 april 2003     | ATP Casablanca | Gravel     | Julien Bouttier        | 2-6, 6-2, 1-6           | Details |
| gewonnen finales challengers |                   |                |            |                        |                         |         |
| 1.                           | 4 juli 1993       | Porto          | Gravel (i) | Jordi Arrese           | 7-5, 0-6, 6-4           |         |
| 2.                           | 27 maart 1994     | Agadir         | Gravel     | Franco Davín           | 6-3, 1-6, 6-3           |         |
| 3.                           | 20 augustus 1995  | Genève         | Gravel     | Karim Alami            | 6-1, 6-4                |         |
| 4.                           | 8 oktober 1995    | Siracusa       | Gravel     | Magnus Norman          | 6-2, 6-2                |         |
| 5.                           | 23 november 1997  | Guadalajara    | Gravel     | Rogier Wassen          | 6-4, 6-7, 6-4           |         |
| 6.                           | 5 juli 1998       | Ulm            | Gravel     | Dinu Pescariu          | 6-4, 6-3                |         |
| 7.                           | 19 juli 1998      | Contrexeville  | Gravel     | Arnaud Di Pasquale     | 6-4, 6-7, 6-0           |         |
| 8.                           | 2 augustus 1998   | Scheveningen   | Gravel     | Martín Rodríguez       | 6-3, 6-1                |         |
| 9.                           | 27 september 1998 | Szczecin       | Gravel     | Jens Knippschild       | 6-3, 6-4                |         |
| 10.                          | 4 oktober 1998    | Maia           | Gravel     | Stefan Koubek          | 4-6, 6-2, 6-4           |         |
| 11.                          | 22 november 1998  | Buenos Aires   | Gravel     | Alberto Martín         | 7-6, 6-1                |         |
| 12.                          | 4 juli 1999       | Ulm            | Gravel     | Andrew Ilie            | 7-6(4), 6-3             |         |
| 13.                          | 5 december 1999   | Caracas        | Hardcourt  | Gastón Etlis           | 6-3, 7-6(12)            |         |
| 14.                          | 22 april 2007     | Marrakesh      | Gravel     | Peter Luczak           | 6-2, 6-4                |         |
| 15.                          | 20 april 2008     | Chiasso        | Gravel     | Alberto Martín         | 7-6(2), 6-3             |         |

## Resultaten grandslamtoernooien
| Legenda | Legenda                          |
| ------- | -------------------------------- |
| g.t.    | geen toernooi gehouden           |
| l.c.    | lagere categorie                 |
| –       | niet deelgenomen                 |
| G       | uitgeschakeld in de groepsfase   |
| 1R      | uitgeschakeld in de eerste ronde |
| 2R      | uitgeschakeld in de tweede ronde |
| 3R      | uitgeschakeld in de derde ronde  |
| 4R      | uitgeschakeld in de vierde ronde |
| KF      | uitgeschakeld in de kwartfinale  |
| HF      | uitgeschakeld in de halve finale |
| F       | de finale verloren               |
| W       | het toernooi gewonnen            |
| w-v     | winst/verlies-balans             |

### Prestatietabel grand slam, enkelspel
| Toernooi              | 1994   | 1995   | 1996  | 1997   | 1998   | 1999   | 2000  | 2001   | 2002          | 2003          | 2004          | 2005          | Carrière winst-verlies |
| --------------------- | ------ | ------ | ----- | ------ | ------ | ------ | ----- | ------ | ------------- | ------------- | ------------- | ------------- | ---------------------- |
| Grandslamtoernooien   |        |        |       |        |        |        |       |        |               |               |               |               |                        |
| Australian Open       | 2R     | 1R     | –     | –      | –      | 2R     | KF    | 1R     | 3R            | KF            | 1R            | –             | 12-8                   |
| Roland Garros         | 1R     | 4R     | 1R    | –      | –      | 2R     | 4R    | 2R     | 2R            | 3R            | –             | –             | 11-8                   |
| Wimbledon             | 1R     | –      | 1R    | –      | –      | 2R     | 3R    | 3R     | 1R            | 3R            | –             | –             | 7-7                    |
| US Open               | 1R     | –      | 1R    | –      | –      | 2R     | 1R    | 1R     | KF            | KF            | 1R            | 1R            | 9-9                    |
| Winst-verlies         | 1-4    | 3-2    | 0-3   | 0-0    | 0-0    | 4-4    | 9-4   | 3-4    | 7-4           | 12-4          | 0-2           | 0-1           | 39-32                  |
| Tennis Masters Cup    |        |        |       |        |        |        |       |        |               |               |               |               |                        |
| ATP World Tour Finals | –      | –      | –     | –      | –      | –      | –     | –      | –             | –             | –             | –             | 0-0                    |
| ATP Masters 1000      |        |        |       |        |        |        |       |        |               |               |               |               |                        |
| Indian Wells          | –      | –      | 1R    | –      | –      | –      | 1R    | 1R     | 1R            | 1R            | –             | –             | 0-5                    |
| Miami                 | –      | –      | –     | –      | –      | 1R     | 2R    | 2R     | 2R            | KF            | –             | 1R            | 4-6                    |
| Monte Carlo           | 1R     | –      | –     | –      | –      | 1R     | 1R    | 1R     | 2R            | 1R            | –             | 1R            | 1-7                    |
| Hamburg/Madrid        | –      | –      | –     | –      | –      | 1R     | 3R    | 1R     | 3R            | 1R            | –             | –             | 4-5                    |
| Rome                  | 1R     | –      | 1R    | –      | –      | 1R     | 3R    | –      | 1R            | 1R            | –             | 1R            | 2-7                    |
| Montréal/Toronto      | –      | –      | –     | –      | –      | –      | –     | –      | 2R            | 2R            | –             | 2R            | 3-3                    |
| Cincinnati            | –      | –      | –     | –      | –      | –      | –     | –      | 1R            | 2R            | 1R            | 1R            | 1-4                    |
| Stuttgart             | –      | –      | –     | –      | –      | 1R     | 3R    | –      | geen toernooi | geen toernooi | geen toernooi | geen toernooi | 2-2                    |
| Parijs                | –      | –      | –     | –      | –      | 1R     | –     | –      | 1R            | 2R            | –             | –             | 0-3                    |
| Olympische Spelen     |        |        |       |        |        |        |       |        |               |               |               |               |                        |
| Olympische Spelen     | n.v.t. | n.v.t. | –     | n.v.t. | n.v.t. | n.v.t. | –     | n.v.t. | n.v.t.        | n.v.t.        | 1R            | n.v.t.        | 0-1                    |
| Statistieken          |        |        |       |        |        |        |       |        |               |               |               |               |                        |
| Totaal aantal titels  | 0      | 0      | 0     | 0      | 0      | 1      | 0     | 1      | 3             | 0             | 0             | 0             | 5                      |
| Totaal winst-verlies  | 18-27  | 4-8    | 15-22 | 2-2    | 5-2    | 28-23  | 37-26 | 33-23  | 45-26         | 41-25         | 0-5           | 1-11          | 265-227                |
| Eindejaarsranking     | 117    | 110    | 70    | 237    | 45     | 33     | 25    | 38     | 22            | 14            | 638           | 228           |                        |

### Prestatietabel grand slam, dubbelspel
| Toernooi        | 2003 | 2004 | 2005 |
| --------------- | ---- | ---- | ---- |
| Australian Open | 2R   | –    | –    |
| Roland Garros   | 3R   | –    | –    |
| Wimbledon       | 2R   | –    | –    |
| US Open         | 1R   | –    | 1R   |